# اخوان‌المسلمین مصر
اخوان‌المسلمین مصر (عربی: جماعة الإخوان المسلمین‎)، جنبش مذهبی، سیاسی و اجتماعی اسلام‌گرای سنی است که تخمین زده می‌شود، پیروانش، بین ۲ تا ۲٫۵ میلیون نفر باشند. این گروه که در سال ۱۹۲۸، توسط حسن البنا، تأسیس شد، به سایر کشورهای اسلامی، گسترش یافت؛ اما علی‌رغم سرکوب‌های دولتی در سال‌های ۱۹۴۸، ۱۹۵۴، ۱۹۶۵، ۱۹۷۹، ۱۹۸۱ و ۲۰۱۳، پس از کشف توطئه‌ها یا توطئه‌های ادعایی ترور و سرنگونی، بزرگ‌ترین سازمان خود را در مصر دارد.
پس از انقلاب ۲۰۱۱ مصر، این حزب، یک حزب سیاسی - حزب آزادی و عدالت - را برای رقابت در انتخابات تأسیس کرد که آن را دارای «مأموریت و اهداف یکسان، اما نقش‌های متفاوت» نسبت به اخوان‌المسلمین، توصیف کرد و موافقت کرد که به تمام توافق‌نامه‌های بین‌المللی مصر، احترام بگذارد. این حزب در انتخابات ۲۰۱۱–۲۰۱۲ مجلس، صاحب ۴۲٪ کرسی‌ها شد و نامزد آن، محمد مرسی، در انتخابات ۲۰۱۲ ریاست‌جمهوری، پیروز شد. مرسی، پس از اعتراضات گسترده، در عرض یک سال، سرنگون شد و سرکوبی که برخی آن را مخرب‌ترین سرکوب جنبش در هشت دهه اخیر نامیده‌اند، آغاز شد که صدها عضو از جمله مرسی و بیشتر رهبران اخوان‌المسلمین، کشته و زندانی شدند. در میان عموم مردم مصر، «خصومت عظیمی» نسبت به اخوان‌المسلمین، احساس می‌شد. در سپتامبر ۲۰۱۳، یک دادگاه مصری، اخوان‌المسلمین و انجمن‌های آن را ممنوع کرد و دستور داد که دارایی‌های آن، توقیف شود. در ماه دسامبر، دولت موقت تحت حمایت ارتش، پس از بمب‌گذاری در ساختمان اداره امنیت در منصوره، این جنبش را یک گروه تروریستی اعلام کرد. اخوان‌المسلمین، مسئولیت این حمله را رد کرد و انصار بیت‌المقدس، یک گروه مرتبط با القاعده، مسئولیت آن را بر عهده گرفت. آنها همچنین بیانیه‌ای در محکومیت خشونت، صادر کردند.